# Ellen Noble
Ellen Noble (* 3. Dezember 1995 in Kennebunkport) ist eine ehemalige US-amerikanische Cyclocrossfahrerin.

## Sportlicher Werdegang
Noble fuhr in ihrer Jugend zunächst Cross-Country-Mountainbike und kam dann durch ihre Eltern zum Cyclocross. Als U23-Fahrerin war sie zweimal Panamerika- und US-Meisterin, dazu Vize-Weltmeisterin 2017. Sie galt als große Nachwuchshoffnung, auch aufgrund ihrer technischen Fähigkeiten; so war sie eine der wenigen Frauen, die mit dem Rad über die bei Cyclocrossrennen üblichen Balken springen konnte.
In der Elite belegte Noble zweimal das Podium bei Weltcup-Rennen, jeweils in Waterloo, 2017 und 2018. Ebenfalls 2018 war sie Zweite bei den Panamerika- und den US-Meisterschaften. Sie erzielte 20 Sieg bei Rennen des internationalen Kalenders, allesamt in Nordamerika. Zugleich studierte sie Gesundheitswissenschaften an der University of Massachusetts Amherst.
2018 wurde ihr eine Hashimoto-Thyreoiditis diagnostiziert, die ihr den Leistungssport erheblich erschwerte. Auch infolge der Corona-Pandemie sowie eines Sturzes mit Rückenverletzung, den sie 2021 erlitt, fuhr sie nach 2019 keine Cyclocrossrennen mehr. Ende 2021 gab sie eine unbegrenzte Pause vom Leistungssport bekannt. 2024 fuhr sie wieder einige Rennen, kehrte aber bislang nicht in den professionellen Sport zurück.

## Erfolge
2015/2016
 Panamerika-Meisterin (U23)
 US-amerikanische Meisterin (U23)
2016/2017
 Weltmeisterschaften (U23)
 Panamerika-Meisterin (U23)
 US-amerikanische Meisterin (U23)
2018/2019
 Panamerika-Meisterschaften